# Brezzo di Bedero
Pour les articles homonymes, voir Brezzo.
Brezzo di Bedero est une commune de la province de Varèse dans la région Lombardie en Italie.

## Toponyme
Brezzo provient du nom germanique de personne Berizzo. 
La spécification indique la proximité du pays de Bedero Valcuvia.

## Administration
| Période                                  | Période  | Identité         | Étiquette | Qualité  |
| ---------------------------------------- | -------- | ---------------- | --------- | -------- |
| 5/4/2005                                 | En cours | Daniele Boldrini |           | policier |
| Les données manquantes sont à compléter. |          |                  |           |          |

### Hameaux
Bedero, Brezzo, Pralongo, Casa Passera, casa fioroli, Alcio, La Canonica, Trigo, Casa Sirpo, Nonedo, Cà Bianca, Casa Spozio, Villaggio Olandese